# Янг, Руперт
Руперт Фрэнсис Янг (англ. Rupert Francis Young, род. 16 мая 1978, Лондон, Великобритания) — английский актёр театра и кино, наиболее известный по ролям сэра Леона в сериале BBC Мерлин и Джека, Лорда Фезерингтона, в сериале Netflix Бриджертоны.

## Биография
Руперт Янг родился 16 мая 1978 года в Ламбете, Лондон. Он учился в Лондонской академии музыкального и драматического искусства.
Янг снимался в таких телесериалах, как Мерлин, Доктор Мартин, Война Фойла, Отель «Вавилон» и Белая королева. Кроме того, Янг известен по работе в фильмах Грязная любовь и Таинственный сад.
В 2019–2022 Янг играл роль Ларри Мерфи в мюзикле Дорогой Эван Хэнсен на сцене театра Ноэля Кауарда в Вест-Энде. В 2020 году он был номинирован на премию Лоренса Оливье за лучшую мужскую роль второго плана за свою работу в Дорогом Эване Хансене.
В 2022 году Янг сыграл роль лорда Джека Фезерингтона во втором сезоне сериала Бриджертоны.